# スカルダズ・ミラー
『スカルダズ・ミラー』 (Skarda's Mirror)は、ダンジョンズ&ドラゴンズ・ファンタジー・ロールプレイングゲームのベーシックD&D用の冒険モジュールである。アーロン・オールストンが執筆し、TSR社から1987年に出版された。表紙イラストはティム・ヒルデブラント、本文イラストはアル・ウィリアムソンとジェフ・イーズリー、地図作成はデイブ・S・ラフォース、デニス・カウス、デイブ・C・サザーランド3世が担当している。モジュールコードはX12、TSR製品コードはTSR 9188である。このモジュールはダンジョンズ&ドラゴンズエキスパートルールとコンパニオンルールと共に使用することを意図して作成された。

## プロット概要
このシナリオでは、プレイヤーキャラクター達は魔法の鏡を通り抜けて、鏡の中にある「小型の世界」に閉じ込められた犠牲者達を救出する。ただし、再び外に出るのは非常に困難である。モジュールには、作成済みプレイヤーキャラクターと、プレイヤー向けの援助が用意されている。
ウィザードのスカルダと手下の略奪団は、かつてカラメイコス大公国の地方の居住地を恐怖に陥れ、全ての住人達を拉致して財宝を奪っていた。偶然にも、彼はスペキュラルムにおいて、有名な冒険者レタメロン卿によって発見された。襲撃の余波で、スカルダ（本名マレク）は燃え盛る家屋に閉じ込められた。焼け跡を捜索すると、略奪における彼の役割を記述し、公爵に対するクーデターの概要を述べ、偉大なパワーを持つ魔法の鏡を発見した、という内容の論文を発見した。レタメロンはその鏡を保管し、自分の塔に持ち込んだ。ある夜、彼と妻のハリアは鏡を見て姿を消し、その場には巨大な歯を持った大きなヒヒのようなクリーチャーが現れ、対面した誰もが襲われた。今のところ、塔から生きて出てきた者はいない。レタメロンの父はプレイヤーキャラクター達の姿を見つけ、塔に入って息子を救出してくれるよう懇願する。

## 出版履歴
X12 『スカルダズ・ミラー』はアーロン・オールストンが執筆、表紙イラストはティム・ヒルデブラント、本文イラストはアル・ウィリアムソンが担当し、1987年にTSR社によって、カバー付きの48ページの中綴じ冊子として出版された。